# Mr. Brainwash

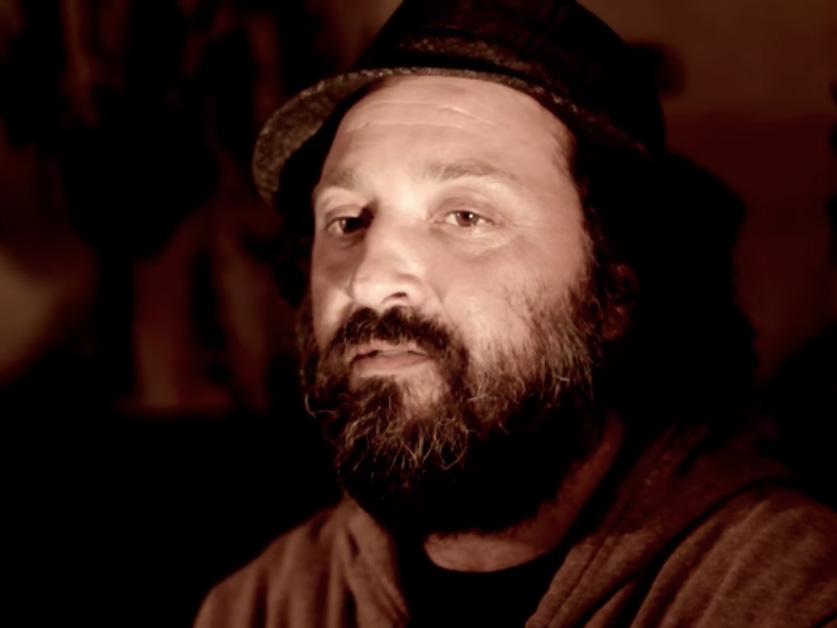

Thierry Guetta, conocido como Mr Brainwash (o MBW), es un grafitero francés, nacido en 1966 en Garges-lès-Gonesse. Su trayectoria artística se distingue por la fusión de elementos del pop art, el graffiti y la cultura popular, lo que le ha permitido establecerse como una figura relevante en el ámbito del arte contemporáneo.

## Juventud y Formación
Criado en una familia de origen judío tunecino y siendo el menor de cinco hijos, Thierry es primo del célebre artista Invader. Desde su infancia, estuvo inmerso en un entorno familiar que valoraba el arte, lo que fomentó su temprana pasión por la cultura visual. Tras la trágica pérdida de su madre en 1985, Guetta tomó la decisión de emigrar a Estados Unidos, estableciéndose en Los Ángeles, donde comenzó a trabajar en el ámbito de la moda y la producción de video.

## Carrera Artística
La carrera de Mr. Brainwash despegó tras su encuentro con el icónico artista urbano Banksy en Los Ángeles. Esta relación resultó ser un punto de inflexión para Guetta, quien decidió adoptar el seudónimo de Mr. Brainwash y dedicarse plenamente al arte. En 2008, organizó su primera exposición personal titulada "Life is Beautiful", la cual fue recibida con gran entusiasmo, atrayendo la atención de los medios y coleccionistas de arte por igual. Este evento marcó un antes y un después en su trayectoria, consolidando su reputación en el competitivo mundo del arte contemporáneo.
En octubre de 2013, Guetta participó en la exposición "Art Wars" en la prestigiosa galería Saatchi, organizada por Ben Moore. En esta ocasión, creó un casco de Stormtrooper que fue subastado con fines benéficos para la fundación Missing Tom, exhibido en la plataforma de Regent Park en Londres.

## Estilo e Influencias
El trabajo de Mr. Brainwash es a menudo descrito como una amalgama de críticas sociales y homenajes a la cultura popular. Sus obras destacan por incluir íconos célebres, personajes cinematográficos y referencias musicales, abordando temas como la sociedad de consumo, la celebridad y la autenticidad. Su enfoque humorístico y provocador no solo atrae a un amplio público, sino que también invita a la reflexión sobre las dinámicas culturales contemporáneas.

## Colaboraciones y Proyectos
A lo largo de su carrera, Mr. Brainwash ha colaborado con numerosos artistas y marcas reconocidas, lo que ha contribuido a consolidar su posición en la escena artística internacional. Su trabajo ha sido exhibido en galerías de renombre alrededor del mundo y ha participado en diversos proyectos artísticos y eventos culturales que han ampliado su influencia y visibilidad.
En resumen, Mr. Brainwash se erige como un referente del arte contemporáneo, cuya obra trasciende las fronteras del graffiti tradicional para convertirse en una crítica social vibrante y accesible que resuena con una amplia audiencia global.

## Documentario

#### Exit Through the Gift Shop
En "Exit Through the Gift Shop", Thierry Guetta, bajo el seudónimo de Mr. Brainwash, se presenta como un intrigante personaje en el panorama del arte urbano contemporáneo. 
Dirigido por el célebre Banksy y con la colaboración de Shepard Fairey, el documental ofrece un vistazo a la evolución de Guetta, un francés radicado en Los Ángeles, que pasó de ser propietario de una tienda de ropa y videasta aficionado a convertirse en un artista urbano. Su obra se nutre de la influencia de destacados exponentes del street art, como su primo Invader y los propios Banksy y Fairey, cuyas estéticas y conceptos absorbe y reinterpretan.
Sin embargo, a diferencia de Banksy, cuya autenticidad se manifiesta en el proceso creativo, Guetta se distancia al delegar la ejecución de sus obras a colaboradores, limitándose a conceptualizar ideas. Este enfoque plantea interrogantes sobre la originalidad en el arte contemporáneo y la naturaleza del fenómeno del "artista" en una era donde la comercialización y la reproducción son predominantes. La obra de Mr. Brainwash se erige así como un reflejo de las contradicciones del mundo del arte actual.

## Exposiciones
- Life Is Beautiful, Hollywood, verano 2008
- Life Is Beautiful: Icons, Nueva York, 14 de febrero de 2010
- Opera Gallery, Londres, 6 de octubre de 2011
- Festival del Film de Toronto, Toronto, 2011
- Juegos Olímpicos, "The Old Sorting Office", Londres, 2012
- Life Is Beautiful: Under Construction, Miami, 2013
- Life Is Beautiful: Untitled, Miami, 2014
- Life Is Beautiful: Art Show 2011, Los Ángeles, 2011
- Murales por el 11 de septiembre, Nueva York, 2014-2015
- Murales en Washington por el Día Internacional de la Mujer, Washington, 2016
- Mr. Brainwash Art Museum, Beverly Hills, 2018

## Colaboración artística

### Artistas Musicales
- Madonna, Álbum "Celebration", 2009
- Red Hot Chili Peppers, Álbum "I'm with You", 2011
- Michael Jackson, Álbum póstumo "Xscape", 2014
- Wyclef Jean con Avicii, Sencillo "Divine Sorrow", 2014
- Kygo, Álbum "Cloud 9", 2017

### Eventos y Marcas
- "The Tonight Show" con Jimmy Fallon, 2014
- Hard Rock Hotel, Las Vegas, 2014
- Mercedes-Benz, 2014
- Hublot, Bal Harbour, 2015
- Aniversario de Coca-Cola, 2015
- Sunglass Hut, Nueva York, 2016